# Tånum
Tånum is een plaats in de Deense regio Midden-Jutland, gemeente Randers, en telt 241 inwoners (2008).